# Щиров, Виктор Николаевич
Виктор Николаевич Щиров (20 сентября 1954, Красный Сулин, Ростовская область — 20 октября 2024) — советский и российский футболист, игравший на позициях нападающего и полузащитника, футбольный тренер.

## Карьера

### Клубная
Был в первом наборе Ростовского спортинтерната вместе со ставшим впоследствии известным футболистом Леонидом Назаренко, тренер — В. Н. Гаврилов.
Выступал в Высшей лиге СССР за клубы СКА и «Крылья Советов», всего провёл 17 матчей.
В 1980—1981 годах играл в Первой лиге за ставропольское «Динамо». В 1982 сыграл 32 матча во Второй лиге за клуб «Нарт» из Черкесска. В 1983—1984 годах провёл два сезона за ставропольское «Динамо», игравшее во Второй лиге. В 1985—1988 играл во Второй лиге за волгодонский «Атоммаш». Сезон 1989 провёл в элистинском «Уралане». После нескольких сезонов во Второй лиге закончил карьеру играющим тренером в клубе «Металлург» (Красный Сулин).

### Тренерская
Тренировал мозамбикский клуб «Шингале».
В 1995—1997 годах возглавлял ФК «Металлург».
Умер 20 октября 2024 года в возрасте 70 лет.